# Küchlinsburg
Die Burg Waldkirch, spätestens seit 1301 als Küchlinsburg bezeichnet, ist neben der Kyffelburg eine der beiden abgegangenen Burgen im heutigen Stadtgebiet von Waldkirch im Landkreis Emmendingen in Baden-Württemberg.
Die Wasserburg war im Besitz der Familie Küchlin und ist 1652 abgebrannt. Von der ehemaligen Burganlage ist nur die Zehntscheuer oder Schlösslescheuer (1614) erhalten.